# Atletica leggera ai Giochi della XXII Olimpiade - Salto triplo

Video della Finale

Il salto triplo ha fatto parte del programma maschile di atletica leggera ai Giochi della XXII Olimpiade. La competizione si è svolta nei giorni 24 e 25 luglio 1980 allo Stadio Lenin di Mosca.

## Presenze ed assenze dei campioni in carica
| Competizione         | Atleta                  | Prestazione | Mosca 1980       |
| -------------------- | ----------------------- | ----------- | ---------------- |
| Olimpiadi 1976       | Viktor Saneev           | 17,29 m     | Presente         |
| Commonwealth 1978    | Keith Connor            | 17,21 m v   | Presente         |
| Europei 1978         | Miloš Srejović          | 16,94 m     | Assente          |
| Asiatici 1978        | Masami Nakanishi        | 16,56 m     | Giappone assente |
| Panamericani 1979    | João Carlos de Oliveira | 17,27 m     | Presente         |
| Coppa del mondo 1979 | João Carlos de Oliveira | 17,02 m     | Presente         |

1. ↑  Per il boicottaggio.

### Assenti per il boicottaggio
Nota: le prestazioni si riferiscono all'anno olimpico.
| Secondo atleta della stagione | 17,13 | 11 maggio | Willie Banks |
| Terzo atleta della stagione   | 17,11 | 29 aprile | Ron Livers   |
| Quinto atleta della stagione  | 17,09 | 12 aprile | Mike Marlow  |

## La gara
Al tricampione olimpico Viktor Saneev manca un oro per eguagliare il record assoluto di vittorie in una disciplina, detenuto dal discobolo Alfred Oerter. Ma la sua carta d'identità denuncia ormai 35 anni. Sembra molto più accreditato il brasiliano De Oliveira, primatista mondiale dal 1975, che di anni ne ha 26 ed è nel pieno della forma.
In qualificazione la miglior prestazione appartiene all'australiano Ian Campbell con 17,02 m.
Dopo due turni interlocutori, la finale si accende al terzo turno: Saneev sorride con 17,04, ma il connazionale Uudmäe lo gela con 17,35. Anche De Oliveira si esalta ed atterra a 17,22. Poi litiga con la pedana ed commette tre nulli, uno dietro l'altro.
Saneev invece riesce a rimanere freddo: è abituato a vincere all'ultimo tentativo, lo fece già nel 1968. Ritrova tutte le risorse che ha ed esegue un ottimo sesto salto, ma questa volta l'esito è diverso: la misura è 17,24, che gli consente solo di strappare a De Oliveira la medaglia d'argento.

## Controversie
Forti sono i dubbi e i sospetti che la gara sia stata alterata dai giudici. Il 24 luglio, giorno delle qualificazioni che precedeva la finale, la delegazione sovietica convinse il presidente della IAAF, Adriaan Paulen, ad inserire solo giudici sovietici per la gara del triplo, senza un controllo esterno. Secondo le accuse ciò avvenne per favorire gli atleti di casa.
A De Oliveira e Campbell furono annullati salti che sembravano ben al di là dei 17,35 di Uudmäe, perché secondo i giudici i due atleti nei loro tentativi avrebbero sfiorato la pedana durante la fase di "step" (il secondo dei tre salti di cui si compone la specialità). Campbell protestò vivacemente senza tuttavia essere ascoltato. Uno dei suoi salti, il quarto, sarebbe poi stato stimato dalla BBC attorno a 17,60, mentre tra i numerosi salti annullati a de Oliveira, sempre con la stessa motivazione, uno sarebbe stato addirittura oltre il suo stesso record del mondo di 17,89. Harry Seinberg, un estone che al tempo allenava i due sovietici, nel 1992 si sarebbe personalmente scusato con de Oliveira per l'ingiustizia di Mosca, senza tuttavia confermarlo ufficialmente al CIO.

## Risultati

### Turno eliminatorio
Qualificazione16,55 m
Sette atleti ottengono la misura richiesta. Ad essi vanno aggiunti i 5 migliori salti, fino a 16,42 m.

### Finale
| Record mondiale | 17,89A | João Carlos de Oliveira | Brasile          | Città del Messico | 15 ottobre 1975 |
| Record olimpico | 17,39A | Viktor Saneev           | Unione Sovietica | Città del Messico | 1968            |

| Pos     | Paese e Atleta          | 1º salto | 2º salto | 3º salto | 4º salto | 5º salto | 6º salto | Miglior Misura | Note |
| ------- | ----------------------- | -------- | -------- | -------- | -------- | -------- | -------- | -------------- | ---- |
| Oro     | Jaak Uudmäe             | X        | 16,83    | 17,35    | X        | 17,08    | 17,28    | 17,35          |      |
| Argento | Viktor Saneev           | 16,85    | 16,53    | 17,04    | X        | 17,07    | 17,24    | 17,24          |      |
| Bronzo  | João Carlos de Oliveira | 16,96    | X        | 17,22    | X        | X        | X        | 17,22          |      |
| 4       | Keith Connor            | 16,32    | 16,64    | 16,51    | 16,87    | 14,54    | 16,48    | 16,87          |      |
| 5       | Ian Campbell            | X        | 16,72    | X        | X        | X        | X        | 16,72          |      |
| 6       | Atanas Chochev          | 16,12    | 16,55    | X        | X        | -        | 16,56    | 16,56          |      |
| 7       | Béla Bakosi             | X        | 16,28    | 16,11    | 16,47    | 16,03    | 15,77    | 16,47          |      |
| 8       | Ken Lorraway            | 16,12    | 16,44    | 16,20    | 16,40    | -        | 15,70    | 16,44          |      |
| 9       | Evgenij Anikin          | 16,12    | 15,75    | X        |          |          |          | 16,12          |      |
| 10      | Milan Spasojević        | 16,09    | 16,08    | 15,93    |          |          |          | 16,09          |      |
| 11      | Armando Herrera         | 15,90    | X        | 16,03    |          |          |          | 16,03          |      |
| N. C.   | Christian Valétudie     | X        | X        | X        |          |          |          | N. M.          |      |

Uno dei tre salti di finale di De Oliveira è invalidato per un nullo millimetrico. Alcuni osservatori l'hanno valutato circa 17,50 metri.